# Aída Román
Aída Román (Città del Messico, 21 maggio 1988) è un'arciera messicana, argento olimpico individuale ai Giochi di Londra 2012.

## Palmarès
- Giochi olimpici

2012 - Londra: argento nell'individuale.
- Campionati mondiali di tiro con l'arco

2011 - Torino: argento a squadre miste.
- Giochi panamericani

2007 - Rio de Janeiro: argento nell'individuale.
2011 - Guadalajara: oro a squadre, bronzo nell'individuale
- Campionati panamericani

2010 - Guadalajara: oro a squadre femminili, argento a squadre miste e nell'individuale.
- Giochi centramericani e caraibici

2010 - Mayagüez: oro individuale e a squadre miste, argento a squadre femminili.